# Сигерих
Сигерих или Сигерик је био визиготски краљ који је владао само седам дана 415. године. Наследио је Атаулфа који је био убијен у палати у Барселони док се купао. Убица је био следбеник Сара, Атаулфовог противника међу готским племством којег је Атаулф убио. Након Атаулфовог убиства, Сарови следбеници су прекршили законе о наслеђивању престола прогласивши Сигериха, Саровог брата, за краља.
Едвард Гибон у свом делу „Историја опадања и пропасти Римског царства“ каже да прво што је урадио Сигерих кад је постао краљ, је да је побио шесторо Атаулфове деце из претходног брака (пре Гале Плацидије), а саму Атаулфову удовицу, Галу Плацидију, кћерку римског цара Теодосија I, понизио је тако што ју је натерао да хода више од 12 миља заједно са другим заробљеницима који су ишли пред Сигерихом на коњу.
Међутим, противници узурпатора су га убрзо убили и на његово место поставили Атаулфовог рођака, Валију.
Сигерих је припадао династији Амали, противницима Балти династије којој су припадали Атаулф и Валија, и из које су сви остали визиготски краљеви. С обзиром на ту чињеницу и на чињеницу да је био узурпатор и да је владао само седам дана, Сигерих се не појављује на многим листама визиготских краљева.